# Milliarádes
Milliarádes, en grec moderne : Μιλλιαράδες, est un village du dème de Viánnos, en Crète, en Grèce. Selon le recensement de 2011, la population de Milliarádes compte 201 habitants. Le village est situé à une altitude de 510 m et à une distance de 52,5 km de Héraklion.